# Harold Annison
Harold Annison (Reino Unido, 27 de diciembre de 1895-27 de noviembre de 1957) fue un nadador británico especializado en pruebas de estilo libre, donde consiguió ser medallista de bronce olímpico en 1920 en los 4x200 metros.

## Carrera deportiva
En los Juegos Olímpicos de Amberes 1920 ganó la medalla de bronce en los relevos de 4x200 metros estilo libre, con un tiempo 10:37.2 segundos), tras Estados Unidos (oro) y Australia (plata); sus compañeros de equipo fueron los nadadores: Edward Peter, Leslie Savage y Henry Taylor.